# Virtua Racing
Virtua Racing é um jogo de corrida para arcade criado pela Sega-AM2 sob a supervisão de Yu Suzuki e lançado em agosto de 1992. Foi um dos primeiros jogos a reproduzir em polígonos os objetos e ambientes, graças a placa de arcade 3D Sega Model 1 foi o primeiro jogo de corrida comercialmente disponível a exibir polígonos renderizados com efeitos simulados de iluminação. Mais tarde, foi convertido para Sega Mega Drive e outros consoles. Foi também um dos primeiros arcades a utilizar a proporção de tela 16:9 (widescreen) (não utilizado na versão "Virtua Formula").
O jogo originalmente possui três pistas, cada um representando um nível de dificuldade diferente. Beginner (iniciante) é para "Big Forest", Medium ou Intermediate (intermediário) é para "Bay Bridge" e Expert ou Advance (experiente) é para "Acropolis". Cada pista possui a sua própria marca registrada, como o parque de diversões em "Big Forest", uma grande ponte vermelha lembrando a Golden Gate em "Bay Bridge" e as ruínas de construções greco-romanas em "Acropolis".
Uma versão atualizada, Virtua Formula, foi lançada um ano depois durante a inauguração do segundo parque de diversões da Sega, a Joypolis. Uma sala inteira era dedicada ao jogo, com 32 máquinas, organizadas em grupos de oito jogadores. Uma placa Model 1 extra podia ser utilizada para exibir um comentarista virtual da corrida, o "Virt McPolygon".

## Versões do jogo
- 1992: Jogo original para arcade.
- 1993: Virtua Formula (versão multijogador).
- 1994: Sega Mega Drive / Genesis
- 1994: Sega 32X
- 1996: Sega Saturn (pela Time Warner Interactive)
- 2003: PlayStation 2, na série Sega AGES, volume 8 (Japão)
- 2005: PlayStation 2, como parte da coletânea Sega Classics Collection (Europa e Estados Unidos)

## Versões domésticas
Devido à complexidade da placa Model 1, uma versão doméstica parecia inviável, até que em 1994 a Sega lançou uma versão especial para Mega Drive com um processador auxiliar chamado Sega Virtua Processor, semelhante ao que a Nintendo fez com o jogo Star Fox e o chip Super FX. O chip foi incorporado ao cartucho dando ao Mega Drive a capacidade de processar jogos poligonais. Apesar do feito técnico, o preço do jogo era proibitivo (US$ 100,00 no lançamento) e o jogo não possuia a fluidez e quantidade de polígonos do jogo original. Por causa disso, Virtua Racing para Mega Drive foi o único jogo lançado com o chip.
Uma versão modificada foi lançada no mesmo ano para Sega 32X com o nome de Virtua Racing Deluxe. Era mais próxima à versão original que a lançada para Mega Drive e incluia ainda dois novos carros além do Fórmula 1, um Stock Car e um Protótipo. Além dos carros, também possuia duas novas pistas, "Highland" (lembra os Alpes Suíços) e "Sand Park" (deserto). Apesar de mais barato que a versão anterior, vendeu poucas unidades devido ao próprio fracasso do 32X.
A versão para Sega Saturn foi lançada em 1996 pela Time Warner Interactive com o nome V. R. Virtua Racing. Há quatro carros novos: Kart, Coupe, F-160 (similar ao Fórmula 1, mas com motor menos potente) e um Protótipo (Grand Touring Prototype) além do tradicional Fórmula 1. Também foram acrescentadas sete novas pistas além das três presentes na versão arcade: "Amazon Falls", "Speedway" (Surfers Speedway Oval), "Alpine", "Surfer" (Surfers Speedway Road), "Diablo" (Diablo Canyon), "Metropolis" e "Pacific" (Pacific Coast). Esta versão foi severamente criticada por não ser fiel à versão original e pela jogabilidade pobre.
Um remake foi lançado em 2003 para PlayStation 2 no Japão com o nome Virtua Racing -Flat Out-, sendo este o oitavo volume da coletânea Sega Ages. Nos demais países este mesmo jogo foi lançado em 2005 como parte da coletânea Sega Classics Collection, mas sem incrementos no nome. Essa é a versão mais realista do jogo, com cinco carros: F-1 (Fórmula 1), F-1 70's (um Fórmula 1 dos anos 70), um Protótipo, Coupe e um carro clássico no estilo Bugatti Type 41 Royale. Há também seis pistas, sendo as três do arcade e três inéditas: "Island" (uma ilha tropical), "Mountain" (montanhas e desfiladeiros) e "Beltway" (avenidas e viadutos de uma metrópole).
Nas versões para PlayStation 2 (Sega AGES e Sega Classics Collection) é possível fazer uma disputa entre os carros citados acima na mesma prova, por exemplo, um Formula contra um Protótipo, já que todos eles possuem velocidades competitivas e possuem características diferentes (um com mais potência, outro com mais estabilidade, além de derrapagens e arrancadas).